# مارون كرم
مارون كرم ( 1932 - 27 آب/أغسطس 2010م) شاعر غنائي لبناني، غنّى من شعره عشرات الفنانين، وله مؤلفات شعرية منشورة. وقد حاز عدة دروع تكريمية من وزارة السياحة اللبنانية، والجيش اللبناني، تقديرًا لإنجازاته ولشعره. ولُقّب بأحد أعمدة الأغنية اللبنانية.

## سيرة
ولد مارون شكري كرم في بلدة بحنين (قضاء جزين - جنوب لبنان) سنة 1932، في عائلة مؤلفة من 11ولدًا (ست بنات وخمسة صبيان). والده شكري يوسف كرم فلاح ومختار البلدة، أما والدته فهي السيدة رضا حنا يوسف باسط من بلدة كفرفالوس. تابع كرم في بلدته دروسه الإبتدائية لدى دير المخلص، ثم أكمل دروسه في زحلة وبيروت. عمل في الزراعة مع والده، ثم انتسب إلى الجيش اللبناني في فرقة سلاح الخيالة، حين بدأ يكتب الشعر في مطالعه الأولى. تزوج من أنطوانيت الحلو، وكان الإشبين الفنان وديع الصافي، رزقا بمروان وسلوى، وأغاني، وسماح.

## نشاطه
انتسب كرم إلى الإذاعة اللبنانية سنة 1956 وترأس قسم البرامج التمثيلية والمنوعات، وكان عضوا في لجنة اختيار النصوص. وفي العام 1958 تولَّى كتابة صفحة خاصة عن الفن والفنانين في مجلة «صوت الشاعر»، والعام 1959 أصبح مدير إدارتها لغايه توقفها عن الصدور العام 1961. انتسب إلى الجمعية الفرنسية للمؤلفين والملحنين وناشري الموسيقى (ساسيم)، وبات عضو شرف فيها عند مرور 50 سنة على انتسابه إليها. صدر كتابه الأول «مروان وسلوى» سنة 1954، وكتابه الأخير «آخر مرا» سنة 2005. له 17 كتابا مطبوعا: «مروان وسلوى»، «كروم الجمال»، «رسائل غرام»، «رياح الحب»، «ورد وشوك»، «شوق وحنين»، «كرم ياسمين»، «بيادر الحنين»، «على ورق الريح»، «خوابي الحنان»، «غناني ومشاوير»، «مروج الأغاني»، «عشر سنين حب»، «سلوى»، «شلال الفرح»، «سلة ورد وقلوب»، «آخر مرا». وقد غنى وديع الصافي من شعره ما يقارب الـ 300 أغنية وقصيدة منها: مرسال الحب، وباعتلك سلامي، وخضرا يا بلادي خضرا، وزرعنا تلالك يا بلادي، ودق باب البيت عالسكيت، وصرت متلك بَيّ يا بيي. 
بنى كرم صداقات في الخمسينيات والستينيات مع الشعراء والفنانين، ولمع اسمه كشاعر في عالم الأغنية اللبنانية إلى جانب أسعد السـبعلي، وتوفيق بركات، وعبد الجلــيل وهبي، وميشال طراد ومصطفى محمود، وميشال طعمة، وأسعد سابا وغيرهم من شعراء تلك الحقبة. وغنّ من شعره مطربون لبنانيون وعرب طوال أكثر من نصف قرن، وقد بلغت قصائده المغناة نحو ثلاثة آلاف قصيدة. وأبرز من غنى من شعره:
وديع الصافي، صباح، نصري شمس الدين، نهاد طربيه، نجاح سلام، سميرة توفيق، ملحم بركات، إيلي شويري، جوزف عازار، سمير يزبك، عصام رجي، ماجدة الرومي، جورج وسوف، وداد، فايزة أحمد، رجا بدر، راغب علامة وسواهم 

## أعماله
لكرم العديد من الأعمال المنشورة، وقد كتب بالفصحى والعامية اللبنانية، منها:
- مروان وسلوى
- كروم الجمال
- رسائل غرام
- رياح الحب
- ورد وشوك[14]
- شوق وحنين
- كرم ياسمين
- بيادر الحنين[15]
- على ورق الريح
- غناني ومشاوير[16]
- مروج الأغاني[17]
- عشر سنين حب
- سلوى
- شلال الفرح
- سلة ورد وقلوب
- آخر مرا

## وفاته
غيب الموت مارون كرم يوم 27 آب/ أغسطس 2010، بعد صراع مع مرض استمر عامين.